# Señora Chaa
Lady Chaa (茶阿局 Chaa no Tsubone?) (茶阿局, Chaa no Tsubone) (? - 30 de julio de 1621) provincia de Tōtōmi. Se dice que es hija de un fundidor. Cuando el daikan (un funcionario local) hizo matar a su esposo, ella apeló a Ieyasu, quien era entonces el señor del Castillo de Hamamatsu; como resultado, castigó al daikan. Lady Chaa posteriormente se convirtió en concubina de Ieyasu. También fue la madre de Matsudaira Tadateru y Matsudaira Matsuchiyo. Una cuenta citó que Lady Chaa era parte del círculo Genji del Castillo de Osaka y recibió una copia de Kenji monogatari no okori de Keifukuin.

Al igual que otras mujeres del clan Tokugawa, Lady Chaa se involucró activamente en política, participando en consejos y usando su influencia para proteger y resolver conflictos entre los templos. La tumba de Lady Chaa está en Sōkei-ji, un templo budista en Bunkyō, Tokio. Su nombre budista es Satoru'in.

## Primeros años
Lady Chaa era la hija de Yamada Hachizaemon del clan Yamada, una familia samurái local que gobernaba el área alrededor del pueblo de Kanaya en la provincia de Tōtōmi. Existe la leyenda de que, en su infancia, aprendió caligrafía con el abad del Templo Tōzen y, en sus últimos años, en agradecimiento a su maestro, donó una campana al templo. Antes de convertirse en consorte de Ieyasu, se casó y luego se separó del clan Hanai, por lo que fue adoptada por los Kawamura, una familia de samuráis más poderosa
Después de convertirse en la segunda esposa de un individuo dedicado a la fundición de metales, Lady Chaa dio a luz a una hija llamada Oba. Sin embargo, debido a su belleza, se convirtió en el objetivo de un magistrado que se convirtió en un rompe hogares, matando a su esposo en la oscuridad de la noche. Cuando Lady Chaa tomó a su hija de tres años (Oba) para vengarse del asesinato, se encontró con Ieyasu y su equipo en una excursión de cetrería, por lo que pidió ayuda directamente a Ieyasu. El magistrado fue ejecutado como castigo pero luego, de manera similar a un secuestro, Ieyasu llevó a Lady Chaa y a su hija de vuelta al castillo de Hamamatsu y la hizo servir como su consorte, dándole el nombre de Chaa-no-tsubone. Mientras tanto, Hasegawa Hachirōemon se vengó del magistrado mediante la ejecución.

## En el clan Tokugawa
En 1592, Chaa-no-tsubone dio a luz a Tatsuchiyo (más tarde conocido como Matsudaira Tadateru) y, en 1594, a Matsuchiyo. Sin embargo, Ieyasu no trató bien a Tatsuchiyo. Poco después del nacimiento de su hermano menor, Matsuchiyo, Ieyasu dispuso que Matsuchiyo heredara la familia Nagasawa-Matsudaira y lo convirtió en jefe del dominio Fukaya con un feudo de 10.000 koku. Sin embargo, en 1599, Matsuchiyo murió temprano a la edad de seis años, por lo que Tatsuchiyo lo sucedió como jefe del dominio. En 1602, Tatsuchiyo asistió a su ceremonia de mayoría de edad y adoptó el nombre de Tadateru. En 1603, se abolió el dominio de Fukaya y se le concedió un feudo de 140.000 koku en Kawanakajima en la provincia de Shinano. Chaa-no-tsubone luego arregló que los dos hijos (de una madre diferente) de su difunto esposo (Zenhachirō y Matahachirō) fueran adoptados por Kimata Keihō, un miembro de la familia de Hasegawa Hachirōemon y se convirtieran en sirvientes de Tadateru. Mientras tanto, su yerno, Hanai Yoshinari, se convirtió en el principal vasallo de Tadateru. Más tarde, esto invitó a entrar en conflicto con criados de larga data como Matsudaira Kiyonao y Yamada Katsushige.
Debido a su inteligencia y sensibilidad, a Chaa-no-tsubone se le delegaron tareas en la parte interior de la residencia de Ieyasu. Era conocida por su fuerte opinión y destreza política. Se esforzó por proteger los templos en los alrededores de su ciudad natal de Kanaya, así como por resolver las disputas entre los templos. Su hermano menor permaneció ocupado sirviendo como abad en el Templo Nōman y administrando las tierras del templo.
Su hermano mayor, Yamada Kōzuke-no-suke, sirvió a Ishida Mitsunari y se convirtió en un criado principal. Apenas unos días después de la batalla de Sekigahara, en 1600, el castillo de Sawayama fue derribado. Kōzuke-no-suke, junto con el padre de Mitsunari (Ishida Masatsugu) y su hermano mayor (Ishida Masazumi), se suicidaron. Sin embargo, antes de su fallecimiento, permitieron la fuga del hijo de Kōzuke-no-suke, Yamada Hayato-no-shō, a Chaa-no-tsubnoe a través de un pariente llamado Kōzōsu. Más tarde adoptó el nombre de Yamada Katsushige y se casó con la hija mayor de Mitsunari. Mientras tanto, Chaa-no-tsubone arregló que Katsushige se convirtiera en el principal criado de su hijo, Tadateru.
En 1606, Tadateru se casó con la hija mayor (Irohahime) de Date Masamune como su esposa formal. A partir de entonces, su feudo aumentó constantemente hasta el punto de controlar 750.000 koku en Takada, en la provincia de Echigo. En 1616, tras la muerte de Ieyasu, Chaa-no-tsubone se sometió a los ritos de la tonsura y adoptó el nombre de Satoru-in (朝覚院). Sin embargo, poco después, Tadateru fue criticado por su hermano mayor, Hidetada, en numerosas ocasiones por errores, lo que resultó en la destitución de su cargo y, como castigo, el exilio a la provincia de Ise. Chaa-no-tsubone hizo todo lo posible para obtener la ayuda de una consorte de Ieyasu llamada Acha-no-tsubone (Unkōin), pero la ayuda no llegó. el diario del capitán Richard Cocks, jefe de la Cámara de Comercio de Inglaterra en Hirado, señala que, tras la destitución de su cargo, Tadateru se quedó en la casa de su tío en Kanaya de camino al exilio en la provincia de Ise.

Cuándo el daikan (un funcionario local) mató a su esposo, ella apeló a Ieyasu, quien entonces era el Señor del Castillo de Hamamatsu. Como resultado, Ieyasu castigó al daikan.
Chaa falleció en el año 1621. Se encuentra sepultada en Sōkei-ji, un templo budista en Bunkyō, Tokio.

## Familia
- Esposo: Tokugawa Ieyasu
- Hijos:
  - Matsudaira Tadateru
  - Matsudaira Matsuchiyo